# اورتاکوی (اولودره)
اورتاکوی (به ترکی استانبولی: Ortaköy) یک منطقهٔ مسکونی در ترکیه است که در اولودره واقع شده‌است. اورتاکوی ۳٬۰۰۰ نفر جمعیت دارد و ۱٬۴۰۲ متر بالاتر از سطح دریا واقع شده‌است.